# Butirato de metilo
El éster metílico del ácido butírico (butirato de metilo o butanoato de metilo), CH3CH2CH2COOCH3, es un éster con un olor afrutado que recuerda a la manzana o la piña. El éster metílico del ácido butírico se obtiene mediante una reacción catalizada por ácido del metanol con ácido butírico (ácido butanoico).

## Presencia en la naturaleza

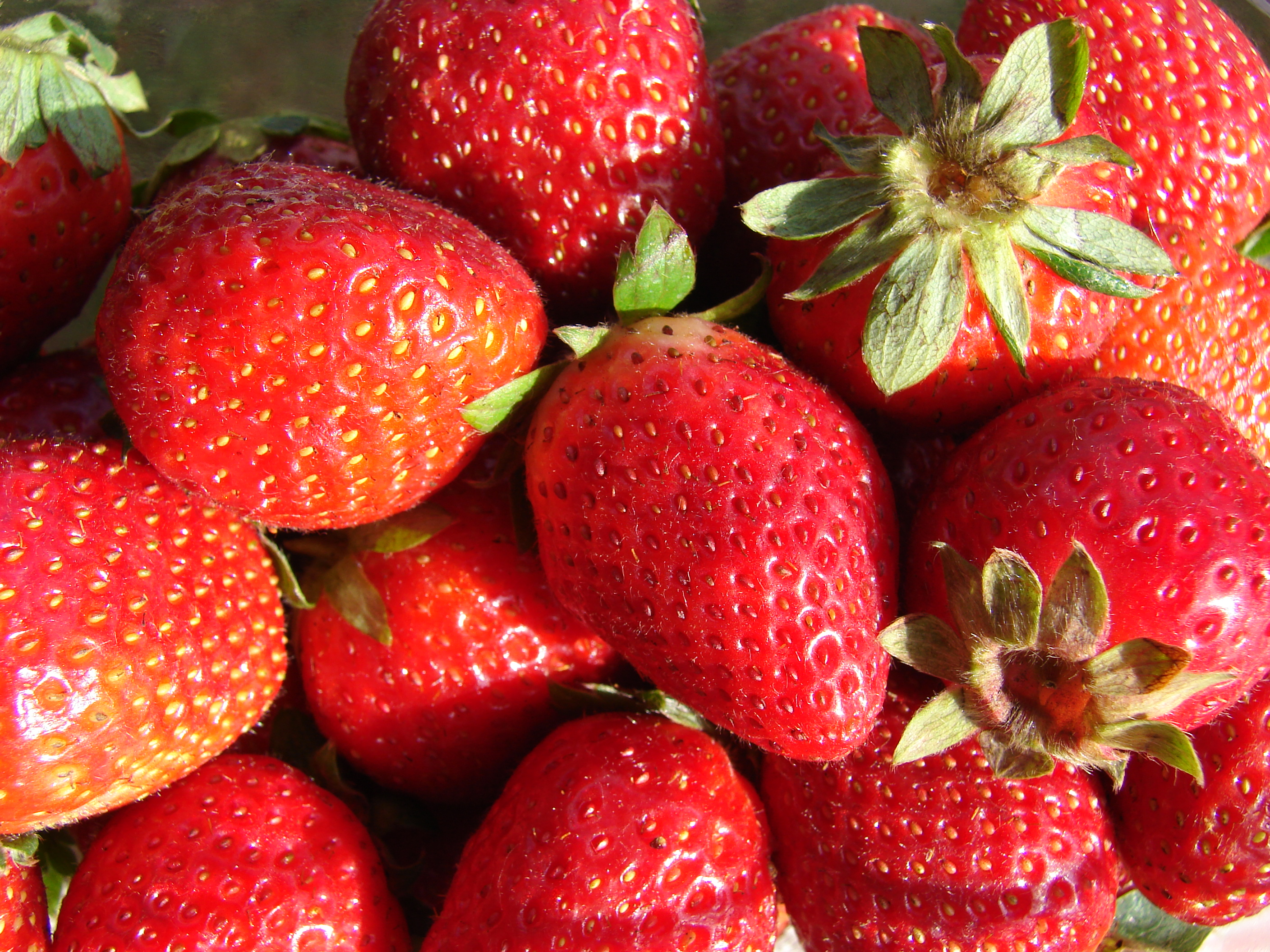
Fresas

En la naturaleza, el butirato de metilo se puede encontrar en los plátanos y las fresas, por ejemplo.

## Características
El butirato de metilo es un líquido incoloro que, a presión normal, a102 °C hierve. La entalpía molar de vaporización en condiciones estándar es 39,3 kJ mol −1, que en el punto de ebullición 33,79 kJ mol −1. La función de presión de vapor se obtiene según Antoine según log 10 (P) = A−(B/(T+C)) (P en bar, T en K) por debajo del punto de ebullición a presión estándar con A = 4,58499, B = 1528,058 y C = −41,606 en el rango de temperatura de 246 K a 375 K y por encima del punto de ebullición a presión normal con A = 4,72086, B = 1758,314 y C = −2,421 en el rango de temperatura de 375 K a 545 K. 
El compuesto forma mezclas inflamables de vapor y aire por encima del punto de inflamación. Tiene un punto de inflamación de 14 °C. El límite inferior de explosión (LEL) es 1,6 vol% (67 g m −3).

## Usos
El éster metílico del ácido butírico se utiliza en perfumes y como fragancia. En la UE está aprobado como aromatizante alimentario con el número FL 09.038. El éster se utilizó como sustancia modelo para el estudio del biodiésel, pero resultó inadecuado.